# Intel Celeron
Интел Целерон бренд је коришћен од стране Интела за неколико различитих опсега x86 процесора намењених персоналним рачунарима. Целерон процесори могу да се приказују на свим ИА-32 рачунарским програмима, али њихова ефикасност је нешто нижа у односу на сличне процесоре других брендова процесора, и чија је цена виша. На пример, Целерон бренд ће често имати мање кеш меморије, или ће имати намерно искључене напредне функције. Ове функције које недостају имају променљив утицај на перформансе. У неким случајевима, ефекат је био значајан, а у другим случајевима разлике су релативно мале. Многи од Целерон дизајна су постигли веома висок резултат, док је у другим приликама, разлика у перформансу приметна. То је био примарни разлог за веће цене других марки у односу на Интелове процесоре линије Целерон.
Уведен у априлу 1998, први брендирани ЦПУ Интел је био базиран на Пентиум 2 брендираном језгру. Накнадна Целерон линија процесора базиране су на Пентиум 3, Пентиум 4, Пентиум М и Коре 2 Дуо брендиране процесоре. Најновији Целерон дизајн (од јануара 2008) је базиран на Коре 2 Дуо (Алендејл). Овај дизајн независних процесорских језгара (ЦПУ), али са само 25% колико кеш меморије, како и процесор Цоре 2 дуо нуди.

## Позадина
Као концепт производа, Целерон је представљен као одговор на Интелов губитак на лоу-енд тржишту, посебно за Цирик 6к86, АМД К6, као и ИДТ Винцхип. Интел постојеће лоу-енд производе, Пентиум ММКС, немају више перформансе конкурентне на 233 мегахерца. Иако је бржи Пентиум ММКС би био мањи-ризик стратегије, индустријски стандард сокет 7 платформа домаћин тржишту конкурента процесора који може да буде дроп-ин замена за Пентиум ММКС. Уместо тога, Интел је спроводио буџет, део који је пин-компатибилан са хигх-енд Пентиум 2 производа, користећи Пентиум 2 (Слот 1) интерфејс. Целерон је коришћен у многим доњим крајевима машине и, на неки начин, постао стандард за не играње рачунара.